# Paolo Portoghesi
Paolo Portoghesi (Roma, 2 de noviembre de 1931-Calcata, 30 de mayo de 2023) fue un arquitecto italiano. 
Autor de varios trabajos de una notoriedad importante para Italia, entre los que se encuentran la mezquita de Roma y la recuperación y restauración de la aldea pisana de Treja; estudió y colaboró también en la búsqueda de la Historia Gráfica del campo y, fue crítico de arte.

## Biografía
Portoghesi estudió arquitectura en la Facultad de Arquitectura de la Universidad de Roma, graduándose en 1957. Comenzó a enseñar Historia y crítica de la arquitectura en la misma facultad en 1961. En 1964 Portoghesi abrió un estudio de arquitectura junto al arquitecto e ingeniero Vittorio Gigliotti en Roma.

## Selección de obras

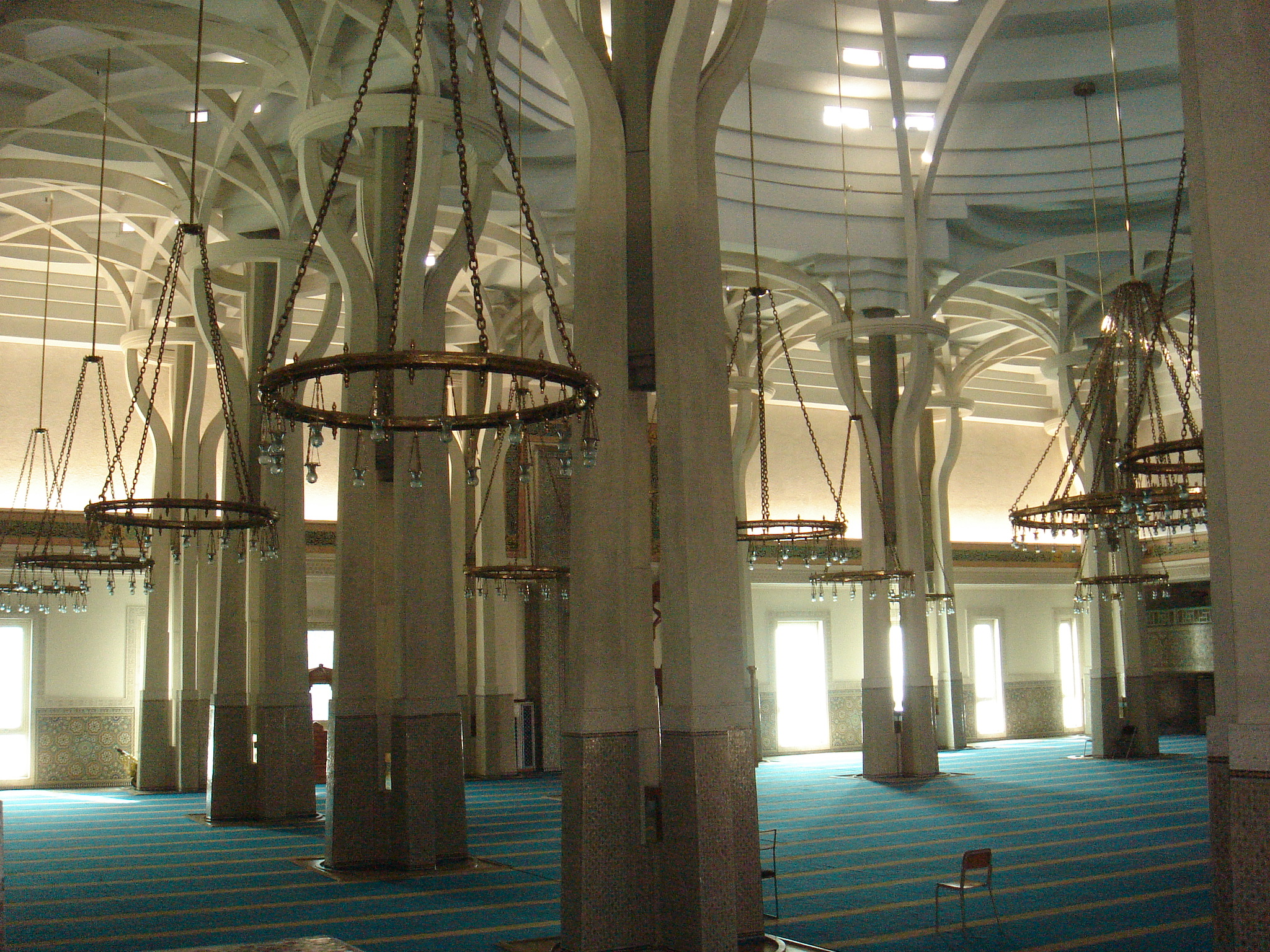
Interior de la Mezquita de Roma (1974)

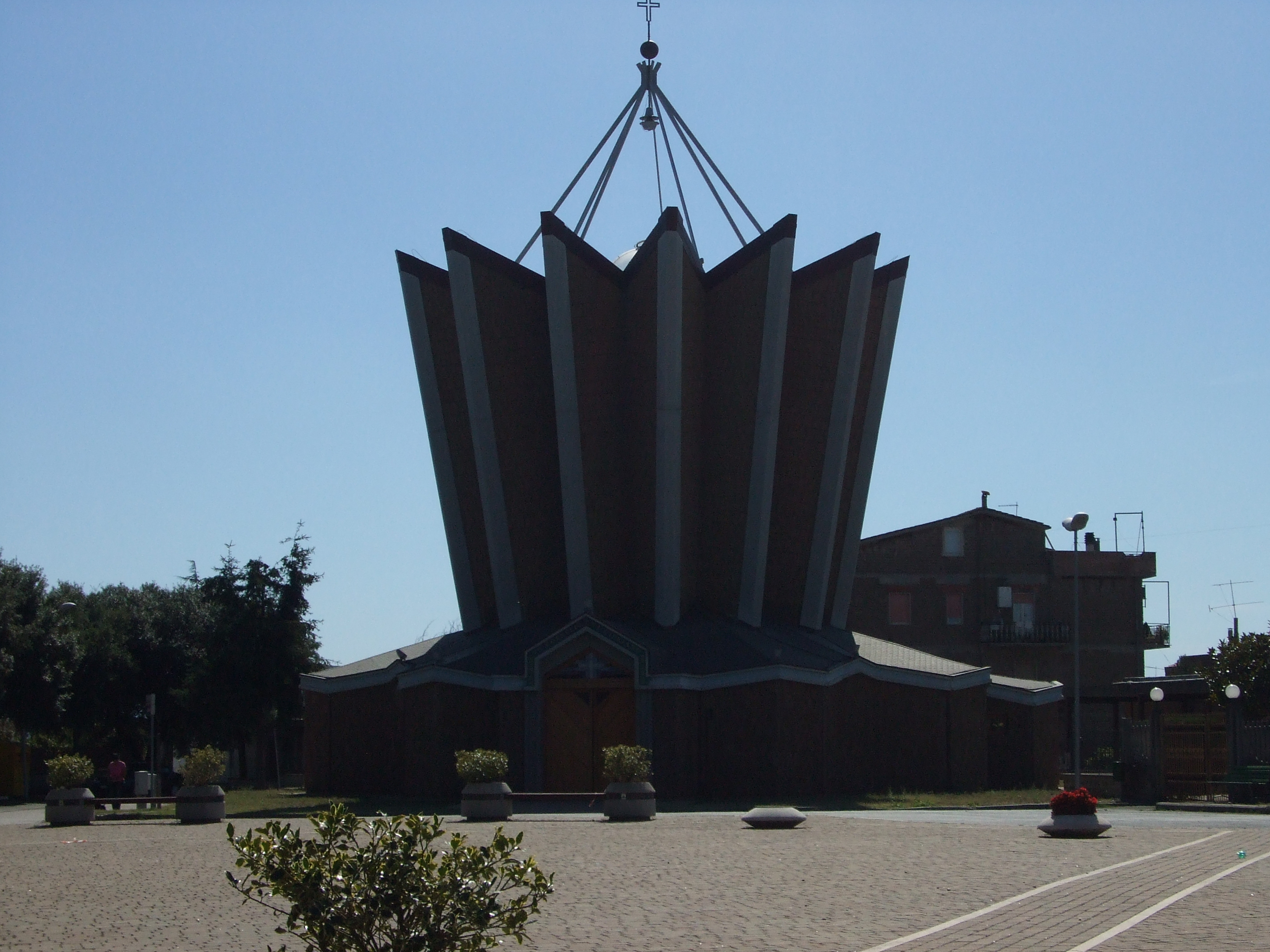
La Chiesa nuova de Calcata

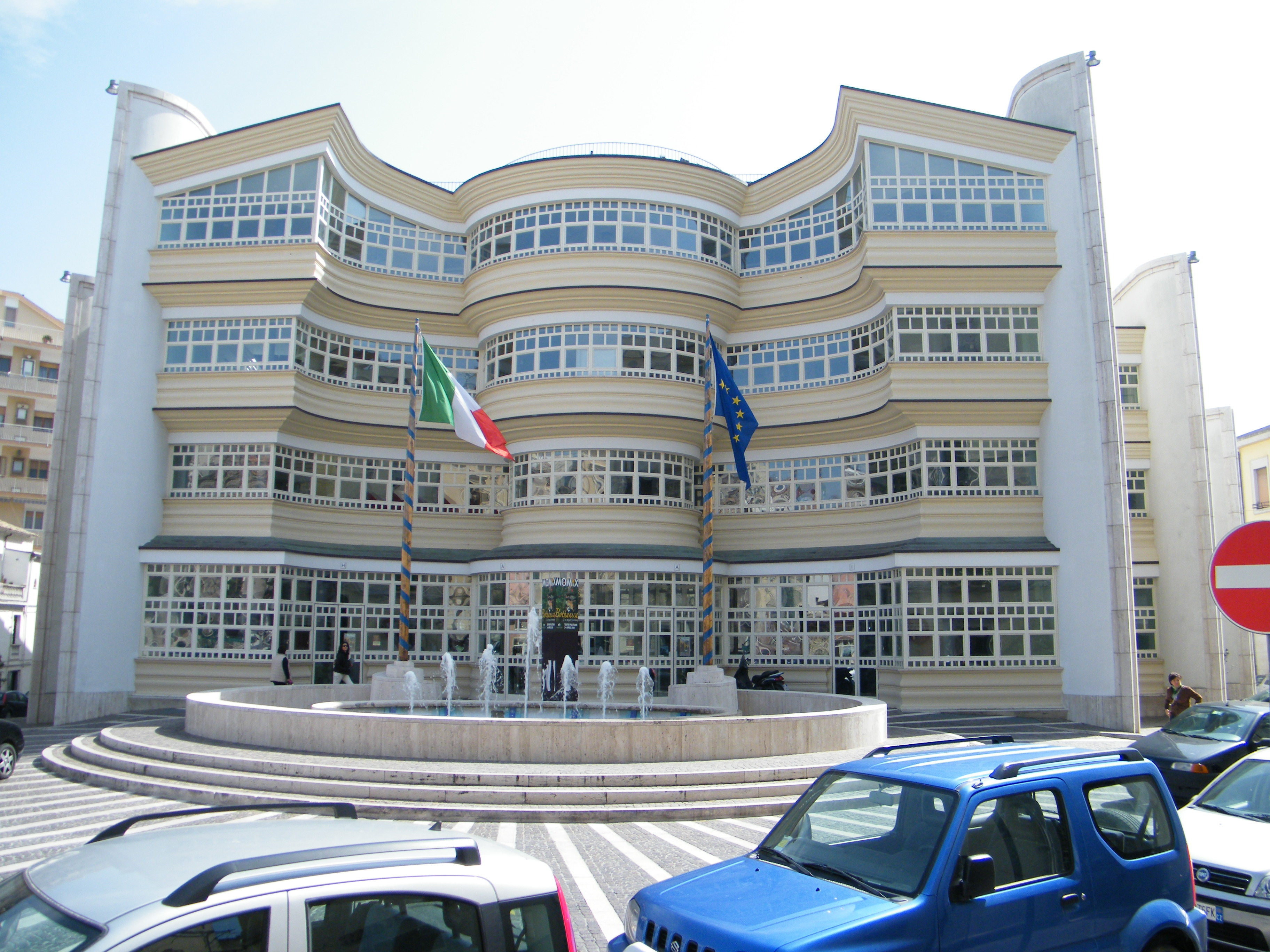
Il Teatro Politeama de Catanzaro, 2002

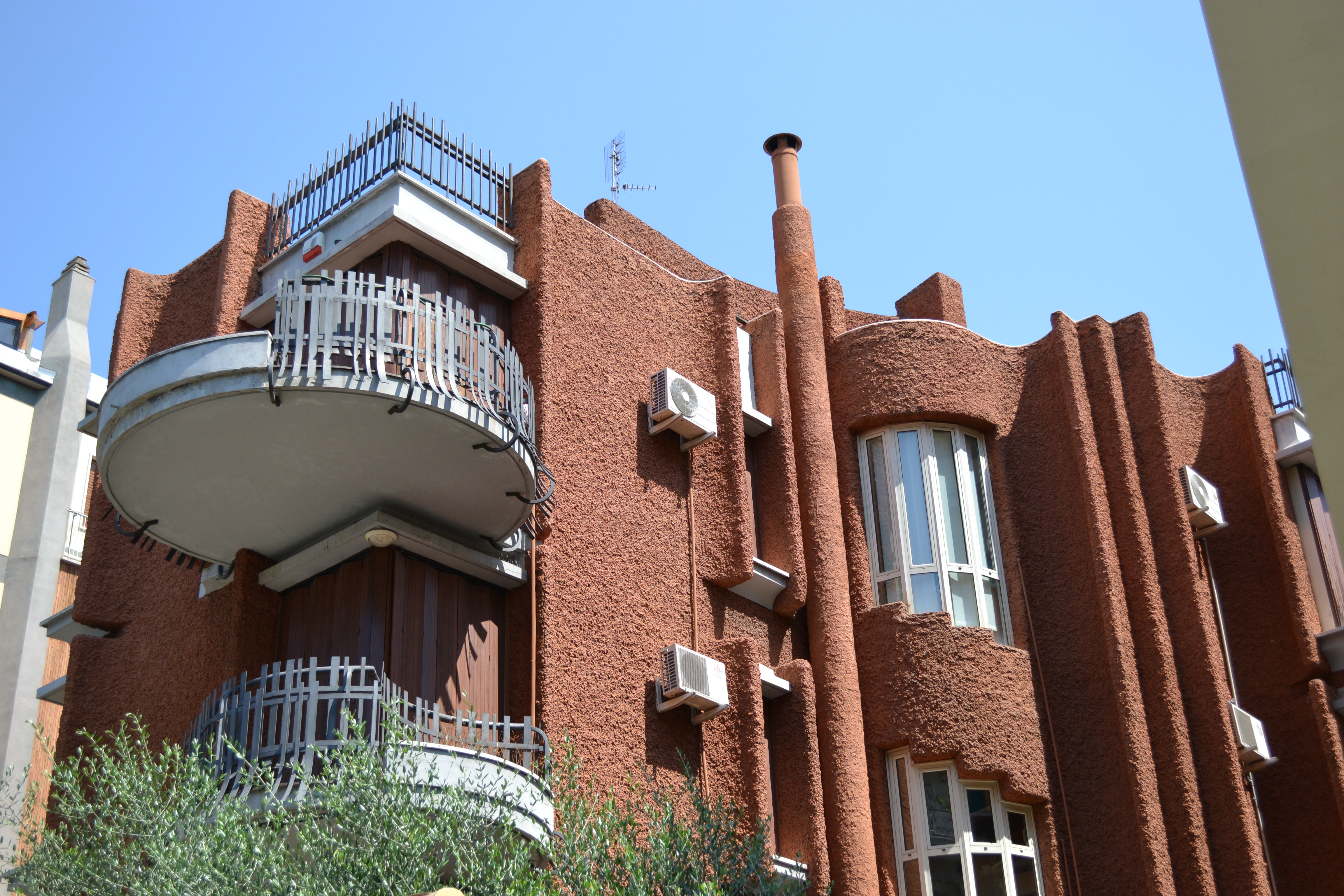
L'Università Americana di Roma

- Teatro Kursaal Santalucia, Bari (1991)
- Palazzo INPDAP, Lucca (1960)
- Casa Baldi, Roma (1959)
- Sede dell'Associazione Industriale, Avellino (1962)
- Casa Andreis, Scandriglia (1964)
- Casa Bevilacqua (1964)
- Teatro di Cagliari (1965)
- Casa Papanice, Roma (1966)[2]
- Iglesia de la Sagrada Familia, Salerno (1969)
- Agenzia di Servizi Culturali de la Regione Abruzzo y biblioteca, Avezzano (1970)
- Centro Servizi Culturali de la Regione Abruzzo y biblioteca, Vasto (1970)
- Grand Hotel, Jartum, Sudán (1972)
- Palazzo reale, Amán, Jordania (1973)
- Moschea di Roma (1974)
- Accademia di belle arti dell'Aquila, L'Aquila (1978-82)
- Condominio dipendenti ENEL, Tarquinia (1981)
- Residencia en Tegel per l'IBA 84, Berlín, Alemania (1984-88)
- Sala Convegni, Terme Tettuccio, Montecatini Terme (1987)
- Piazza Elimo, Poggioreale (1988)
- Giardino e biblioteca per sé stesso, Calcata (1990)
- Piazza Leon Battista Alberti, Rímini (1990)
- Chiesa di Santa Maria della Pace, Terni (1997)
- Biblioteca Civica, Abano Terme (1999)
- Grande Moschea, Estrasburgo, Francia (2000)
- Teatro Politeama, Catanzaro (2002)
- Giardini di Montpellier (Lattes), Francia
- Parlamento de Centroamérica, Esquipulas, Guatemala
- Ristorante Primavera, Moscú, Rusia
- Piazza del Municipio, Pirmasens, Alemania
- Quartier generale del Royalties Institute, St. Peter's College, Oxford, Reino Unido
- Complesso residenziale, Pechino, China (2003)
- Piazza pubblica, Shanghái, China (2006)
- Completamento della Moschea di Estrasburgo, Francia
- Condominio Rinascimento 1 del quartiere Talenti a Roma 2008
- Cimitero Nuovo di Cesena (2011)
- Risistemazione di Piazza San Silvestro, Roma (2012)
- Campus CRO Aviano (2016)

## Libros
- 2000 - Nature and architecture (Naturaleza y Arquitectura)
- 1985 - Opere (Opera)
- 1982 - After modern architecture (Después de la Arquitectura Moderna)
- 1971 - Roma del Rinascimento (Roma del Renacimiento)
- 1967 - Roma barocca: Storia di una civiltà architettonica (Roma Barroca: Historia de una civilización arquitectónica)
- 1967 - Borromini: architettura come linguaggio
- 1966 - Bernardo Vittone: Un architetto tra illuminismo e rococò